# Бруно (лик)
Бруно Гехард је измишљени лик аустријског модног репортера којег глуми британски комичар Саша Барон Коен. Први пут се појавио у The Paramount Comedy Channel 1998. године, а након тога и у Da Ali G Show—у. {Universal Studios}- је откупио права на снимање истоименог филма 2009. године.
Пошто је Коен осмислио Бруна, Али Џи и Борат су се повукли.

## Историја лика
Бруно је рођен у Клагенфурту, Аустрија. Тврди да има 19 година. Његова мајка је убила његовог оца, који је продавао сатове на пијаци у Шлезвиг-Холштајну прије него што је отишао у затвор. Бруново прво сексуално искуство је било са 14 година са својим ујаком Вилхелмом. Он тврди да је то учинио само зато што је имао нож за вратом. Његов брат Дургел бјежи од њега и иде за послом у Салцбург.